# 종가세
종가세(從價稅, ad valorem tax)는 물품의 가격, 즉 수입가격을 기준으로 부과하는 관세이며, %로 표시한다.
대한민국의 농산물 관세체계는 종가세 위주로 단순화되어 있을 뿐만 아니라 대다수 농산물의 경우 가공도가 증가할수록 관세가 낮게 책정되어 있다. 이러한 관세체계는 저가수입 농산물에 대한 저항력이 약한 바, 단순가공 농산물에 낮은 관세가 부과됨에 따라 단순혼합 또는 가공하는 방법으로 높은 관세를 회피하는 수입이 늘어나고 있다. 최근 중국으로부터 수입이 급증한 냉동 및 초산조제 마늘로 인해 국내 마늘생산 농가의 심각한 피해발생이 대표적인 사례로 들 수 있다.

## 같이 보기
- 지공주의
- 토지가치세